# Крушевець (Вармінсько-Мазурське воєводство)
Крушевець (пол. Kruszewiec) — село в Польщі, у гміні Кентшин Кентшинського повіту Вармінсько-Мазурського воєводства.
Населення — 234 особи (2011).
У 1975-1998 роках село належало до Ольштинського воєводства.

## Демографія
Демографічна структура станом на 31 березня 2011 року:
|          | Загалом | Допрацездатний вік | Працездатний вік | Постпрацездатний вік |
| -------- | ------- | ------------------ | ---------------- | -------------------- |
| Чоловіки | 109     | 28                 | 72               | 9                    |
| Жінки    | 125     | 31                 | 68               | 26                   |
| Разом    | 234     | 59                 | 140              | 35                   |